# Lijst van burgemeesters van Nederhorst den Berg
Dit is een lijst van burgemeesters van de voormalige Nederlandse gemeente Nederhorst den Berg (provincie Noord-Holland). Op 1 januari 2002 fuseerden de gemeenten Loosdrecht, 's-Graveland en Nederhorst den Berg tot de gemeente Wijdemeren.
| Ambtsperiode | Naam burgemeester                                   | Partij of stroming | Bijzonderheden                            |
| ------------ | --------------------------------------------------- | ------------------ | ----------------------------------------- |
| 1825 - 1844  | mr. J. Sanderson                                    |                    |                                           |
| 1844 - 1872  | G. Schottelink                                      |                    |                                           |
| 1872 - 1895  | J.J. Schottelink                                    |                    |                                           |
| 1895 - 1924  | F. Heiërman                                         |                    |                                           |
| 1924 - 1928  | mr. W.I. Doude van Troostwijk                       |                    |                                           |
| 1928 - 1939  | Gerrit graaf Schimmelpenninck                       |                    |                                           |
| 1939 - 1943  | Binnert Anne Philip baron van Harinxma thoe Slooten | CHU                |                                           |
| 1943 - 1945  | Jan (J.) Brouwer                                    | NSB                | waarnemend, tevens burgemeester van Weesp |
| 1945 - 1971  | Binnert Anne Philip baron van Harinxma thoe Slooten | CHU                |                                           |
| 1971 - 1975  | Pim (W.) Jongeneel                                  | CHU                | waarnemend                                |
| 1975 - 1984  | Cees (C.) de Groot                                  | VVD                | waarnemend                                |
| 1984 - 2002  | Jan (J.) Goudberg                                   | VVD                |                                           |